# 惡魔城 被奪走的刻印
《恶魔城 被夺走的刻印》是由科樂美開發的動作遊戲，本作是惡魔城系列在任天堂DS上的第三作。

## 劇情
人類和吸血鬼的戰鬥已經不知道輪迴了幾次。然而，於19世紀初，和德古拉數度展開死鬥的貝爾蒙多一族卻失去了消息...
為了對付德古拉，時代的權力者開始尋求新的對抗手段。眾人便在這種情況下被集結起來，創立了不少的組織，日夜的鑽研。
但隨著研究的瓶頸無法突破，意見的分歧，這些組織一個個的分崩離析。不過，殘存的教會組織卻終於研究出了令人驚訝的技術...
教团·圣教（Ecclesia）发现了将魔法纹章刻印在身上以发挥其力量的技术。经过呕心沥血的研究，教团的导师巴隆制作出了最强的纹章多米纳斯（Dominus，主宰）。教会的女战士夏诺雅自愿成为多米纳斯的载体。但正在纹章的转移仪式中，夏诺雅的师兄阿鲁巴斯突然出现，并强行中断了仪式。多米纳斯被打成三个碎片散落各处，而夏诺雅也在过程中失去了情感。
为了追回人类击败魔王·德库拉的最后希望，在导师巴隆的命令下，夏诺雅开始了追击阿鲁巴斯，取回最强纹章的旅途。
但，真相並没有这么简单……
得到了纹章的阿鲁巴斯试图向夏诺雅解释什么，但受到其中黑暗力量的影响，他慢慢失去了理智。不得已之下，夏诺雅只得亲手了结了师兄的性命。然而回收纹章的过程中，夏诺雅也无意吸收了阿鲁巴斯的记忆——
原来，多米纳斯的真身正是德库拉本人所拥有的黑暗力量——主宰之力（晓月中也提到了）。而一旦发动多米纳斯，使用者也会同时失去生命。
得知真相的夏诺雅返回教团和导师对峙，不料导师早已受到黑暗的诱惑——教团一切行动的目的正是德库拉伯爵的复活。虽然夏诺雅击败了巴隆导师，但他在临死前仍然用最后的生命力解除了圣柜上德库拉的封印。由此，恶魔城再度重现于世。
失去了感情，还被迫杀死了世上仅有的两个亲人的夏诺雅，为了完成自己最后的责任，踏上了讨伐伯爵的旅程。
最终，虽然伯爵被击败了，但夏诺雅的力量并不足以将德库拉封印。为了不再让自己一样的悲剧发生，夏诺雅决定牺牲生命发动“多米纳斯”和德库拉同归于尽。谁知此时，寄宿于多米纳斯中的阿鲁巴斯的灵魂突然出现。他自愿成为了“多米纳斯”的祭品，并将感情还给了夏诺雅。最后，在留下对夏诺雅未来最后的祝福之后，阿鲁巴斯的灵魂和德库拉一起被葬送到了黑暗之中。
从此以后，关于圣教的全部记录都被湮没在了历史里。据说这是一位孤独的女战士所做的最后一件事。

## 主要角色
- 夏諾雅(シャノア、Shanoa) 配音：桑島法子

圣教所屬的女性戰士，童年時被組織撿到，以「消滅德古拉的王牌」的身分養育著。在進行承繼究極刻印─「多米纳斯（Dominus，主宰）」的儀式時，被阿魯巴斯所打斷，因而失去了感情與記憶。
有“斩魔之剑（魔を斬り払う剣）”的称号。
- 阿魯巴斯(アルバス、Albus) 配音：關俊彥

圣教所屬的主席研究員兼夏諾雅的師兄，童年時亦被組織撿到；做為「多米纳斯」的適合者身分養育著，不過最後卻沒有成為「多米纳斯」的承繼者。於夏諾雅承繼究極刻印─「多米纳斯」的儀式時，闖入並奪走了「多米纳斯」。
- 巴隆(バーロウ、Balowe) 配音：石井康嗣

教會組織圣教（Ecclesia）的創立者，長年研究刻印後，終於創造了能夠摧毀德古拉的究極刻印─「多米纳斯」。在阿魯巴斯奪走了「多米纳斯」後，委託夏諾雅奪回刻印，不過私底下為了企圖讓德古拉復活而不擇手段，也不惜夏諾雅用多米纳斯的力量犧牲成為解放德古拉的祭品。在長年的研究過程中，認為德古拉會一再復活的原因是因為人類渴望著由他來支配，最後自願犧牲自己來解放德古拉。
- 德古拉(ドラキュラ、Dracula) 配音：若本規夫

給歐洲帶來死亡威脅的魔王，其傳說已傳續了800年，魂魄被封印在聖櫃裡。
目前已知的是，1944年迷宮迴廊紛爭時德古拉伯爵年齡約882歲，由此推斷本作遊戲年代在西元1862年，大約離西元1897年相近25年(1897年為布拉姆‧史托克原著小說『德古拉』出書年代兼故事發生年代，喬納森‧哈克、赫爾辛教授、昆西‧莫理斯以上三人為故事代表人物)

## 遊戲系統特色
遊戲依舊是2D探索型ARPG，承繼了自月下以來的遊戲風格，但是在一些小地方做了少許變化，以下統列遊戲操作
- 使用十字鍵、跳躍鈕跑跑跳跳，自由控制人物方位(包含跳躍前進點、落地點)
- 可穿著裝備，共有頭盔、盔甲、鞋子，兩個飾品
- 直接食用物品，一部份原料物品歸類在使用物品
- 除了一些物品，大部分物品可以買賣，在幫忙村民解決困難後商店會增加物品販售，有些人會給予贈品

在攻擊系統上的變更
- 本作這次使用HP、MP、愛心三個計量系統
- 共有七大熟練度，分為斬、槌、火、冰、電、光、闇
- 女主角站在地面時，按十字鈕的上可吸引刻印，得到刻印後愛心數量+10，攻擊表現有對應到七大熟練度其中之一的刻印，吸收後全熟練度+1，另外刻印可以重複吸取，無計較攜帶數量
- 兩手可裝刻印(y與x鈕)，可為冷兵器或純魔法能量，刻印可雙手共用或混搭，另外近距離冷兵器類刻印可交替連打，魔法需等效果消失後才能補發
- 背部刻印為r鈕，多為特殊功用
- 每一次發動任何刻印都需耗損MP，閒置攻擊約3秒後MP會快速回補
- 按上+X或y鈕後(傳統副武器發動組合鈕)，刻印搭配成功會出現超強力攻擊(稱為聯合刻印)，失敗者會出現短距離的氣功炮

## 裏模式
在達成某種條件後，將可以開啟由阿魯巴斯做為操控角色進行遊戲的模式；另外達到好結局後，會開啟困難模式、聲音瀏覽模式跟速度模式及BOSS RUSH模式，破完困難模式或頭目對戰模式各有好禮相送。
在裏模式中只要使用夏諾雅或阿魯巴斯其中一人突破 HARD MAX Lv.1 的話，下次開啟遊戲時會發現夏諾雅和阿魯巴斯在普通模式或困難模式中一開始會出現"等級突破極限"經驗值、攻擊、防禦、HP、MP...等都是最高的層級→Lv.255